# Edward Rice (écrivain)
Pour les articles homonymes, voir Edward Rice et Rice.
Edward "Ed" Rice, né le 23 octobre 1918 et mort le 8 août 2001 est un écrivain, biographe, éditeur, photojournaliste et peintre américain, connu pour avoir été l'ami du moine trappiste Thomas Merton (1915-1968) dont il a écrit une biographie. Il est l'auteur de plus de 20 ouvrages parmi lesquels Captain Sir Richard Francis Burton, un best-seller paru en 1990 et consacré à la vie du fameux explorateur du XIXe siècle Richard F. Burton (1821-1890). Il a été aussi, en 1953, le fondateur de magazine Jubilee.
Rice fait ses études à l'université  Columbia, où il se lie d'amitié avec Merton, Robert Lax et Robert Giroux (1914-2008), lequel participera plus tard à la fondation de la maison d'édition Farrar, Straus and Giroux. Dans ses dernières années d'études, Rice édite le magazine humoristique Jester of Columbia. Il obtient son diplôme en 1940.
Rice relate son amitié avec Merton dans un livre paru en 1970 intitulé The Man in the Sycamore Tree: The Good Times and Hard Life of Thomas Merton. La même année, il publie John Frum He Come, un livre consacré à l'un de ses sujets de prédilection, le culte du cargo dans le Pacifique Sud.